# Seline
Seline je vesnice v chorvatské opčině Starigrad v Zadarské župě. Dle sčítání obyvatelstva z roku 2001 zde trvale žilo 455 obyvatel.

## Pamětihodnosti

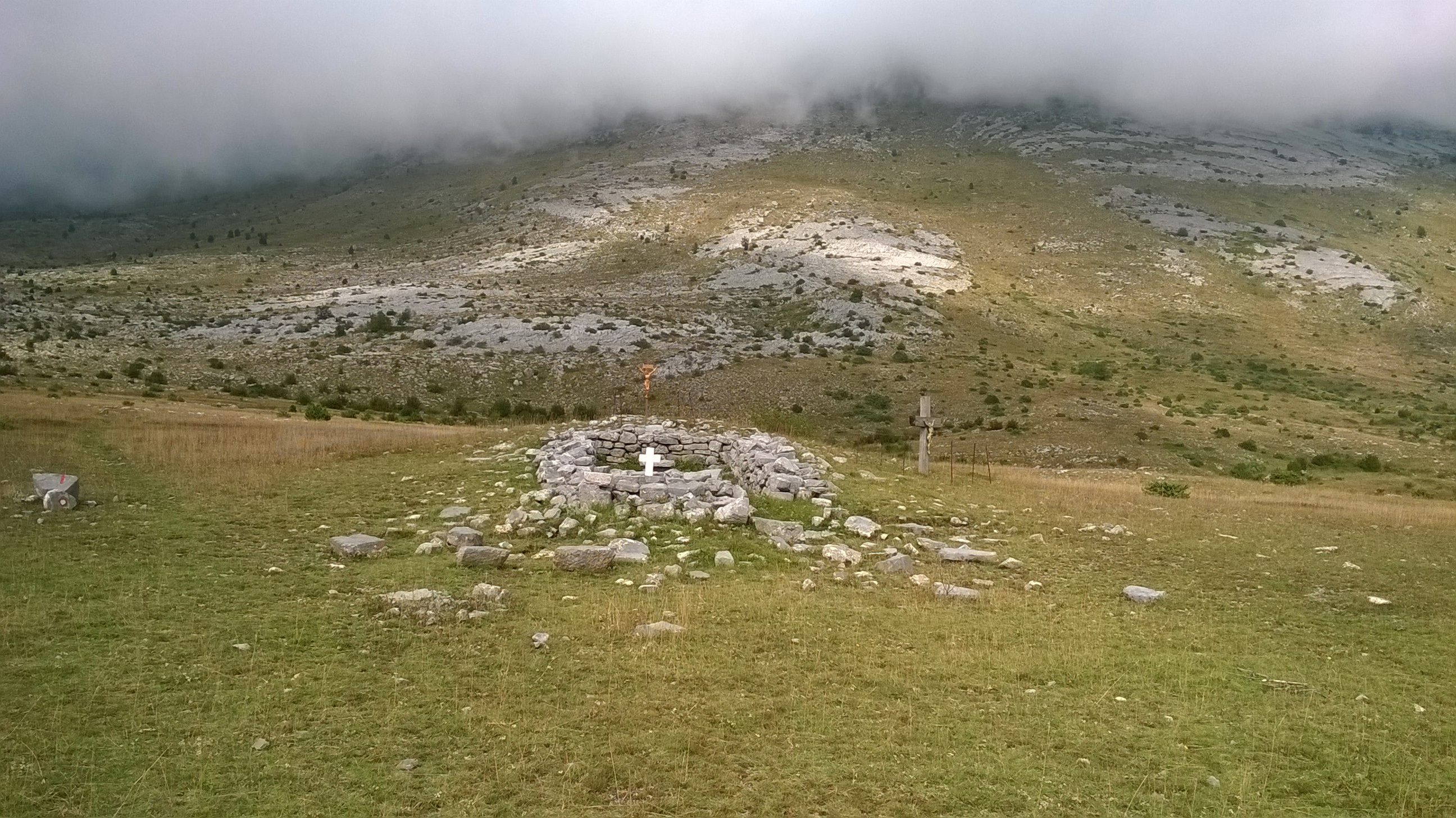
Zbytky kaple sv. Ivana nedaleko Seline

V Seline se nacházejí dva kostely, nově zrekonstruovaný kostel Nejsvětějšího Srdce Páně na náměstíčku Trg Zukve a kostel Narození Panny Marie.

## Okolí
Poblíž Seline se nachází Národní park Paklenica a v okolí několika vesniček na úpatí hor: Bučići, Jukići, Jurline, kdysi pojmenovaných podle tamních obyvatel, jejichž potomci zde žijí dodnes se svými tradicemi a kulturou[zdroj?]. V horách nad Seline se též natáčely některé scény z filmu Vinnetou.

## Ekonomika
Největší podíl na zdejším hospodářství má zemědělská výroba a chov hospodářských zvířat, rybolov, lov ústřic a turismus.